# Crossopetalum theodes
Crossopetalum theodes är en benvedsväxtart som först beskrevs av George Bentham, och fick sitt nu gällande namn av Carl Ernst Otto Kuntze. Crossopetalum theodes ingår i släktet Crossopetalum och familjen Celastraceae. Inga underarter finns listade.